# شرلی نایت
شرلی نایت هاپکینز (به انگلیسی: Shirley Knight Hopkins)؛ (زادهٔ ۵ ژوئیهٔ ۱۹۳۶ – درگذشته ۲۲ آوریل ۲۰۲۰) یک هنرپیشه اهل ایالات متحده آمریکا بود.

## گزیده فیلم‌شناسی

### سینما
- قصر یخی (۱۹۶۰)
- کاناپه (۱۹۶۲)
- پرنده شیرین جوانی (۱۹۶۲)
- گروه (۱۹۶۶)
- مردمان باران (۱۹۶۹)
- نیروی عظیم (۱۹۷۴)
- ورای ماجرای پوسیدون (۱۹۷۹)
- عشق بی‌پایان (۱۹۸۱)
- رنگ شب (۱۹۹۴)
- استوارت خانواده‌اش را نجات می‌دهد (۱۹۹۵)
- شیاطین (۱۹۹۶)
- بهتر از این نمی‌شه (۱۹۹۷)
- چشم‌فرشته‌ای (۲۰۰۱)
- پی‌نوشت: گربه‌ات مرده (۲۰۰۲)
- اسرار غیبی انجمن خواهرانه یایا (۲۰۰۲)
- زندگی جنسی (۲۰۰۴)
- پنجره باز (۲۰۰۶)
- پل بلارت: پلیس بازار (۲۰۰۹)
- زندگی شخصی پیپا لی (۲۰۰۹)
- آسانسور) (۲۰۱۱)
- برادر ابله ما (۲۰۱۱)
- پل بلارت: پلیس بازار ۲ (۲۰۱۵)

### مجموعه تلویزیونی
- ماوریک (۱۹۶۱)
- ویرجینیایی (۱۹۶۲ و ۱۹۶۵)
- فراری (۱۹۶۴ تا ۱۹۶۶)
- خیابان‌های سان‌فرانسیسکو (۱۹۷۳)
- داستان‌های باورنکردنی (۱۹۸۲)
- ایکوالایزر (۱۹۸۹)
- نظم و قانون (۱۹۹۳)
- اگر این دیوارها می‌توانستند صحبت کنند (۱۹۹۶)
- نظم و قانون: واحد قربانیان ویژه (۲۰۰۱ و ۲۰۰۳)
- الی مک‌بل (۲۰۰۲)
- بخش فوریت‌های پزشکی (۲۰۰۲)
- دکتر هاوس (۲۰۰۵)
- کدبانوهای وامانده (۲۰۰۵ تا ۲۰۰۷)